# 489-es busz
A 489-es jelzésű autóbusz a budapesti agglomerációban közlekedő helyközi járat, Sülysápot és Kókát köti össze. 2016. október 2-áig 2311-es jelzéssel közlekedett.

## Megállóhelyei
Az átszállási kapcsolatok között az azonos útvonalon közlekedő 490-es, 491-es és 492-es buszok nincsenek feltüntetve.
| 0  | Sülysáp, vasútállomás végállomás  | 13 | 488, 513 S60 G60 Z60 |
| 1  | Sülysáp, óvoda                    | 12 |                      |
| 2  | Sülysáp, Vasút utca 138.          | 11 |                      |
| 3  | Szőlősnyaraló bejárati út         | 10 | S60 G60 Z60          |
| 4  | Váraki Csárda                     | 9  |                      |
| 5  | Vaskereszt                        | 8  |                      |
| 6  | Kóka, Csapás utca                 | 7  |                      |
| 7  | Kóka, malom                       | 6  | 446                  |
| 8  | Kóka, Pesti utca 46.*             | 5  | 446                  |
| 9  | Kóka, Tabán utca 2.*              | 4  | 446                  |
| 10 | Kóka, községháza                  | 3  | 446                  |
| 11 | Kóka, Nagykátai út 71.            | 2  | 446                  |
| 12 | Kóka, Nagykátai út 131.           | 1  | 446                  |
| 13 | Kóka, autóbusz-forduló végállomás | 0  | 446                  |

A *-gal jelölt megállókat nem érinti minden járat.